# Eriostemon fitzgeraldii
Eriostemon fitzgeraldii là một loài thực vật có hoa trong họ Cửu lý hương. Loài này được C.R.P.Andrews mô tả khoa học đầu tiên năm 1904.